# Vittangi sameby
Vittangi sameby eller Vittangi skogssameby är Kiruna kommuns enda skogssameby. Den finns i Vittangi samt Karesuando församlingar, Lappland, Norrbottens län, Torne lappmark.
Vittangi sameby har sitt område i öster om Vittangi och söder om Nedre Soppero och Lannavaara. Lainioälven flyter rakt genom samebyns område, vilket i nordväst (söder om Nedre Soppero) avgränsas av  europaväg 45. I områdets sydöstra del ligger Pessinki fjällurskog.
I norr möter byn Lainiovuoma fjällsameby och i väster ligger Saarivuoma fjällsameby. I sydöst avgränsas området av Muonio koncessionssameby.
Att byn är en skogssameby innebär att renarna är i skogslandet hela året.
Åretruntmarkerna ligger ovanför lappmarksgränsen och vinterbetesmarkerna nedanför.

## Området
Enligt byordning 1946. I söder "från lappmarksgränsen ovanför byn Kurkkio uppför Torne älv till Ounisjokis inflöde däri".

I väster "från Ounisjokis inflöde i Torne älv uppför Ounisjoki till Ylinen Ounisjärvi, därifrån landsvägen till Nedre Soppero färjställe, därifrån Lainio älv till Lannavaara, därifrån en rät linje över norra änden av Nunasvaara till södra änden av Jokujärvi".

I norr "en rät linje från södra änden av Jokujärvi till södra änden av Kultamajärvi, vidare en rät linje över Alanen Lehtolaki till Halju-Rautujärvi, därifrån en rät linje till Jyryjärvi och därifrån efter Jyryjoki till lappmarksgränsen".

I öster "sträcker sig samebyn så långt som samerna enligt sedvanerätt plägat utsträcka sina flyttningar".
Längden är ovanför lappmarksgränsen är cirka 60 kilometer. Största bredd är cirka 46 kilometer. Arealen var (1968) 1650 km².
Vittangi sameby har ett vinterområde, i viss utsträckning inom Muonionalusta församling i Pajala kommun, Norrbotten.
Inom Vittangi samebys område finns tre så kallade sitor (bygrupper) utan sinsemellan fixerade gränser, nämligen Tuolpukka, Viikusjärvi samt Parkalompolo (Pessinki).

## Historia
Skogssamerna i Lappland är en ursprungsbefolkning. Befolkningen inom Vittangi sameby tillhör språkhistoriskt den nordsamiska språkgruppen.
År 1889 trädde 1886 års renbeteslag i kraft. Lagen innebar att det administrativa begreppet sameby (lappby), infördes i svensk lag, vilket i huvudsak innebar att nyttjanderätten till mark i fjällområdet blev gemensam (kollektiv). Därmed uppstod en administrativ skillnad mellan renägande och icke-renägande samer, vilken kommit att innebära många problem samt splittring som inte har någon historisk relevans. Samebyar har funnits sedan urminnes tider, men med en helt annan innebörd än den nuvarande.
Ernst Manker anger en del Äldre förhållanden;

I 1909 års renbeteskommissions handlingar berörs skogssamerna i den mån deras renskötsel kolliderar med fjällsamernas. Därvid omtalas de tre grupperna i Torne lappmarks östra del som senare kom att bilda Vittangi skogssameby.
Om Tuolpukkasamerna anges att de strövar med sina renar kring en ödegård vid Tuolpukka som centrum. Lainosamerna uppges hålla till öster om "tuolpukkagruppen" och bildar där två grupper, nämligen Viikus-Iskos by med Lainio som vintertillhåll samt Prostis by med Viikusjärvi som centrum.
Junkkasamerna sägs vara hemmahörande i Parkalompolo (Junkka) by.

## Kultplatser
Kultplatser finns vid Nåkesaiva, Kultamavaara, Saivo vid Viikusjärvi, Pyhävaara, Saivo i Saivisenjänkkä, Silasvaara, Tuolpukka, Haltejaure, Seitaniemi, Kivenlahti, Tervalahti, Saivo vid Saivonpalo, Saivojärvi samt vid Kirkkotievva. 

## Platser inom Vittangi sameby (Mankers ordning)

### Tuolpukkagruppen
| - Tuolpukka - Aittavaara (Luspavaara) - Keinokaula - Teukkajärvi - Muotkavaara (Parasjokk) - Parasjärvi | - Kevusvaara - Palo Ripakainen - Säurisjärvi - Säurisvaara - Ripakaisenvuoma | - Saarivaara (Tuolpukkavuoma) - Mankerjaure (Sokisvuoma) - Kapukielinen - Nollto - Uusipalo | - Pasmavaara - Vivungi - Juntikka - Oksajärvi - Oksajärvistigen (vid Lainio älv) |

### Viikusjärvigruppen
| - Viikusjärvi - Alanen Lehonvuoma - Paalaslaki - Kautsisvaara - Pantamajärvi | - Kuldamaajärvi - Ailijärvi - Ahvenjärvi - Puornikojärvi - Säyriselkä |

### Parkalompologruppen
| - Parkalompolo - Vuottaraippa (VSV Junttikkavaara) - Vasikkakuru (Talisenvuoma) - Haaravaara - Pahtavaara | - NO Koppelovaara - Jyryjärvi - Jyryvuoma - Kursujärvi |

### Sjöar
- Vuoksojärvi
- Silasjärvi
- Sattajärvi
- Jorvajärvi
- Pasmajärvi
- Jokujärvi
- Halju Rautujärvi
- Temmingijärvi
- Viikusjärvi